# 8164 Andreasdoppler
A 8164 Andreasdoppler (ideiglenes jelöléssel 1990 UO3) a Naprendszer kisbolygóövében található aszteroida. Eric Walter Elst fedezte fel 1990. október 16-án.